# Matemore
Matemore (în arabă ماتي مور) este o comună din provincia Mascara, Algeria.
Populația comunei este de 15.170 de locuitori (2008).